# Paraheptagyia nitescens
Paraheptagyia nitescens är en tvåvingeart som först beskrevs av Edwards 1931.  Paraheptagyia nitescens ingår i släktet Paraheptagyia och familjen fjädermyggor. Inga underarter finns listade i Catalogue of Life.